# 中山忠能
中山 忠能（なかやま ただやす/ただよし、1809年12月17日 - 1888年6月12日）は、江戸時代後期の公家、明治時代の日本の政治家、華族。位階勲等爵位は、従一位大勲位侯爵。明治天皇国母中山慶子の父にあたり、維新期に孫の明治天皇を補佐して倒幕に貢献し、明治政府において議定や神祇伯などを歴任した。華族の侯爵にも列した。

## 生涯

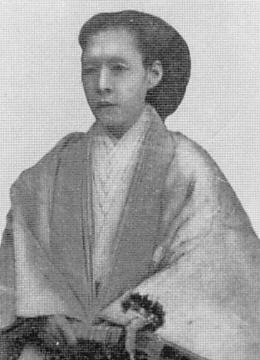
中山慶子

文化6年（1809年）11月11日、羽林家の中山忠頼の子として生まれる。
天保11年（1840年）、参議となる。この年亡くなった光格上皇に対する諡号復帰の問題で、1人反対論を唱えて注目される。
弘化4年（1847年）、権大納言となる。嘉永6年（1853年）にアメリカ合衆国のマシュー・ペリーが来航して通商を求めた際には攘夷論を主張し、条約締結を巡り、関白の九条尚忠を批判する。安政5年（1858年）、江戸幕府老中の堀田正睦が上洛して条約の勅許による許可を求めた際には、正親町三条実愛らと共にこれに反対。公家総勢88名での抗議活動を実施し、これらもあって最終的に条約締結の勅許は下らなかった（廷臣八十八卿列参事件）。
その後、議奏となる。公武合体派の公家として万延元年（1860年）、孝明天皇から和宮と14代将軍・徳川家茂の縁組の御用掛に任じられた。その経緯から翌文久元年（1861年）、和宮の江戸下向に随行するが、これが尊皇攘夷派からの憤激を生み、文久3年（1863年）1月に正親町三条とともに議奏を辞任した。だが八月十八日の政変によって赦免され、正親町三条、阿野公誠とともに議奏再任を命じられるも、三人はこれを固辞したため、「議奏格」にとどまった。だが実際には、後述する二人の息子の尊王攘夷運動が問題視されたことや、痔がひどくなったことから出仕せず、議奏格の任務を行わなかった。
同年、子の中山忠光が尊皇攘夷派を率いて、天誅組の変を起こすも幕府軍に敗れて長府藩領へ逃れたが、後に同藩内で俗論派（幕府恭順派）が一時的に権力を握った際に暗殺された。また忠能の次男で正親町実徳に養子入りしている正親町公董は、監察使として長州に下向した際、七卿落ちしていた三条実美と三田尻で同宿したことが問題視され、差控の処分を受けた。忠能自身も元治元年（1864年）に長州藩が京都奪還のため兵を率いて上洛した際に、長州藩を支持して同藩のために尽力したが、禁門の変で長州藩軍が敗北したことで、参朝・他人面会・他行の禁じられて失脚した。
慶応3年（1867年）1月孝明天皇の崩御と明治天皇の践祚に伴う大赦によって処分は解除されて復権した。忠能は孝明天皇崩御を悲しみつつも、今や天皇の祖父となったことの喜びを噛みしめ、その感情を次の歌一首にこめて娘の中山慶子に贈った。「かなしくもかなしき内に嬉しくも 嬉しきことは今日の一事」。
以降、孫の明治天皇の統治を支え、岩倉具視、中御門経之・正親町三条実愛ら同志の公卿とともに将軍・徳川慶喜追討の勅書である討幕の密勅を出させることにも尽力。その後も岩倉具視らと協力して王政復古の大号令を実現させ、小御所会議では司会を務めた。王政復古後三職制が創設されると議定に就任した。これ以降、輔弼、神祇官知事、神祇伯などを歴任。
慶応4年（1868年）1月23日の朝議で大久保利通が大阪遷都論を提唱した時には公家たちの先頭に立ってこれに強く反対して計画を流産させた。しかし明治天皇の大阪親征には随伴し、ついで同年9月から10月に行われた明治天皇の江戸行幸にも随伴し、常に天皇の側近くにあった。
明治2年（1869年）9月王政復古の功で賞典禄1500石を永世下賜された。また明治2年以来公卿として華族に列した。明治4年（1871年）には麝香間祗候、明治7年（1874年）には華族会館の設立に尽力した。明治17年（1884年）7月7日に華族令の施行で華族が五爵制になると侯爵に叙せられた。叙爵内規では旧公家からの侯爵は清華家と定められており、羽林家の中山家は該当しなかったが、忠能の維新の功、および忠能が明治天皇の外祖父にあたるという関係から特例で侯爵に叙せられた。
晩年には曾孫にあたる嘉仁親王（後の大正天皇）の養育を担当していた。明治21年（1888年）に80歳で薨去。薨去直前に大勲位菊花大綬章を受章した。

## 官職および位階などの履歴
※日付は明治4年までは旧暦
- 文化7年（1809年）1月10日、従五位下に叙位。
- 文化9年（1811年）1月20日、従五位上に昇叙。
- 文化10年（1812年）2月7日、侍従に任官。
- 文化11年（1813年）1月27日、正五位下に昇叙し、侍従如元。阿波権介を兼任。
- 文化13年（1815年）
  - 3月7日、元服し、昇殿を聴される。
  - 3月19日、従四位下に昇叙し、侍従阿波権介如元。
- 文化15年（1817年）
  - 1月5日、従四位上に昇叙し、侍従阿波権介如元。
  - 1月28日、阿波権介を去る。
- 文政3年（1820年）1月4日、正四位下に昇叙し、侍従如元。
- 文政4年（1821年）5月10日、左近衛権少将に転任。
- 文政5年（1822年）4月3日、伊予権介を兼任。
- 文政7年（1824年）6月19日、右近衛権中将に転任し、伊予権介如元。皇太后宮権亮を兼任。
- 文政13年（1830年）2月2日、伊予権介を去る。
- 天保2年（1831年）12月19日、内教坊別当を兼帯。
- 天保5年（1834年）
  - 7月8日、蔵人頭を兼帯。
  - 8月4日、禁色を聴される。
  - 8月28日、正四位上に昇叙し、蔵人頭右近衛権中将皇太后宮権亮如元。
- 天保11年（1840年）3月27日、参議に補任。右近衛権中将皇太后宮権亮如元。
- 天保12年（1841年）
  - 閏1月22日、皇太后宮欣子内親王に女院（新清和院）宣下のため、皇太后宮権亮を止め、新清和院別当を兼帯。
  - 2月4日、従三位に昇叙し、新清和院別当参議右近衛権中将如元。
- 天保14年（1843年）1月4日、正三位に昇叙し、新清和院別当参議右近衛権中将如元。
- 弘化元年（1844年）12月22日、権中納言に転任し、新清和院別当如元。
- 弘化2年（1845年）2月18日、従二位に昇叙し、新清和院別当権中納言如元。
- 弘化3年（1846年）6月20日、新清和院崩御に伴い、同院別当を止む。
- 弘化4年（1847年）
  - 3月14日、皇太后宮（仁孝天皇女御鷹司祺子＝やすこ）権大夫を兼任。
  - 5月27日、正二位に昇叙し、権中納言皇太后宮権大夫如元。
  - 10月13日、皇太后宮崩御に付き、同権大夫を止む。
  - 12月27日、権大納言に昇叙。
- 安政5年（1858年）5月10日、議奏を兼帯。
- 文久2年（1862年）12月9日、朝廷の国事御用掛を兼帯。
- 文久3年（1863年）
  - 1月27日、議奏を解く。
  - 2月14日、権大納言を辞任。
- 慶応3年（1867年）
  - 9月27日、本座を聴される。
  - 12月9日、国事御用掛の廃止に伴い、朝廷の議定に異動。
- 慶応4年（1868年）
  - 1月17日、政府神祇事務総督を兼帯。
  - 2月3日、政府神祇事務総督から、政府輔弼に異動。議定如元。
  - 閏4月20日、政府輔弼を辞す。
  - 閏4月21日、政府議定から官制改正により、議政官たる上局議定に異動。
  - 閏4月26日、従一位に昇叙し、准大臣に補任。上局議定如元。
- 明治2年（1869年）
  - 5月15日、上局議定から神祇官知事に異動。
  - 7月8日、官制改正により、神祇官知事から神祇伯に異動し、宣教長官を兼帯。
- 明治4年（1871年）6月25日、神祇伯宣教長官をともに辞し、麝香間祗候と就る。
- 明治13年（1880年）11月2日、勲一等旭日大綬章を受勲受章。
- 明治17年（1884年）7月7日、侯爵を叙爵。
- 明治21年（1888年）5月14日、大勲位菊花大綬章を受勲受章。

## 子女
- 中山忠愛
- 正親町公董（正親町実徳の養子）[14]
- 中山忠光
- 板倉勝任（板倉勝殷の養子）
- 中山慶子（孝明天皇の典侍、明治天皇の生母）
- 庭田栄子（庭田重胤の養女）
- 本多康子（本多正憲夫人）

## 栄典
- 1884年（明治17年）7月7日 - 侯爵[15]

## 墓所
東京都文京区の豊島岡墓地。

## 著作
『中山忠能日記』（原題は『正心誠意』）全3巻

## 登場作品

### 映画
- 徳川一族の崩壊（1980年、東映） - 演：中村鴈治郎

### テレビドラマ
NHK大河ドラマ
- 翔ぶが如く（1990年） - 演：松村彦次郎
- 徳川慶喜（1998年） - 演：真夏竜
- 新選組!（2004年） - 演：仲恭司
- 篤姫（2008年） - 演：神崎智孝
- 八重の桜（2013年） - 演：小川隆市
- 西郷どん（2018年） - 演：緒方賢一
- 青天を衝け（2021年） - 演：堀内正美

民放
- 天皇の世紀（1971年、朝日放送） - 演：西川敬三郎
- 田原坂（1987年、日本テレビ） - 演：藤沢徹夫
- 尾張幕末風雲録（1998年、テレビ東京） - 演：伊藤幸純